# استنارد
استی‌نارید (به سوئدی: Stenared) یک منطقهٔ مسکونی در سوئد است که در بخش یوتبری واقع شده‌است. استی‌نارید ۰٫۲۷ کیلومتر مربع مساحت و ۲۳۷ نفر جمعیت دارد.